# Kurdalagonus
Kurdalagonus — рід цетотерієвих містіцетів підродини Cetotheriinae з міоцену Північного Кавказу.
"Kurdalagonus" adygeicus було перенаправлено на Mithridatocetus, тоді як віднесення "Cetotherium" maicopicum до Kurdalagonus піддано сумніву.